# Ана Райкова
Ана (Анка) Борисова Райкова е българска историчка, изследователка на Българското възраждане и националния въпрос. Съпруга на проф. Илия Конев.

## Биография
Ана Райкова е родена на 29 юли 1935 г. в Кюстендил. През 1960 г. завършва история и архивистика в Софийския университет.
В периода 1961 – 1964 г. е уредник в Музея на Васил Левски в Карлово, където събира и публикува спомени за Васил Левски от карловските села. В периода 1964 – 1967 г. работи в Старопечатния отдел на НБКМ „Св. Св. Кирил и Методий“, от 1967 г. – в Института по история при БАН, където през 1976 г. защитава дисертация на тема „Стефан Веркович и националноосвободителните борби на българите“. Последователно е научен сътрудник и доцент. Ръководи Научния архив на Института за исторически изследвания на БАН (1972 – 1988) и проблемна група „Извори за българската история“ (1989 – 1995).
Работи в областта на историята на Българското възраждане в контекста на националноосвободителните, революционните и просветните борби на българския народ; националноосвободителните движения в Македония; дейците на Бългрското възраждане; сръбско-българските и хърватско-българските отношения; славянофилството и националния въпрос.
Специализира в: Белград, Нови Сад, Загреб, Дубровник, Цавтат, Любляна, Москва, Киев, Одеса.
Кандидат на науките, доктор (1976). н.с. (1986), ст.н.с. II ст. (1983) в ИИстИ-БАН.
Автор на монографии, сборници и статии, съставител на документални сборници, участник в множество национални и международни конференции.